# تپه دره‌ای (۱) سفلی
تپه دره‌ای (۱) سفلی مربوط به دوران‌های تاریخی پس از اسلام است و در شهرستان دورود، بخش مرکزی، روستای بهرام آباد سفلی واقع شده و این اثر در تاریخ ۲۴ اسفند ۱۳۸۳ با شمارهٔ ثبت ۱۱۶۹۹ به‌عنوان یکی از آثار ملی ایران به ثبت رسیده است.